# Ephesia pseudoxarippe
Ephesia pseudoxarippe är en fjärilsart som beskrevs av Leo Andrejewitsch Sheljuzhko 1944. Ephesia pseudoxarippe ingår i släktet Ephesia och familjen nattflyn. Inga underarter finns listade i Catalogue of Life.